# KT Возничего
KT Возничего (лат. KT Aurigae) — одиночная переменная звезда в созвездии Возничего на расстоянии (вычисленном из значения параллакса) приблизительно 2918 световых лет (около 895 парсеков) от Солнца. Видимая звёздная величина звезды — от +12,6m до +11,1m.

## Характеристики
KT Возничего — красная пульсирующая полуправильная переменная звезда типа SRA (SRA) спектрального класса M5. Эффективная температура — около 3296 К.